# カーネギーメロン大学日本校
カーネギーメロン大学日本校（カーネギーメロンだいがくにほんこう、英語: Carnegie Mellon CyLab Japan）は、兵庫県神戸市中央区に本部を置いていた私立大学である。

## 概要
カーネギーメロン大学が兵庫県と共同で、アジアにおける情報セキュリティ教育研究拠点を目指し設置された大学院大学（専門職大学院）であった。情報セキュリティ分野でのリーダー養成を目的とする。カーネギーメロン大学本校と同じ教育環境を実現するため、すべての講義はレポート等も含めすべて英語で行われる。入学に際しては米国大学院に留学するのに必要なものと同等な英語力が求められる。また、授業料も米国本校と同額である。定員は1学年約20人。履修期間は4か月を1学期とした4学期で1年4か月で修了する。
しかし高額な授業料などがネックとなり生徒募集は不調、財政難に陥り、カーネギーメロン大学日本校としては撤退の判断が下され、2010年3月をもって運営を終了した。2011年度から、兵庫県立大学大学院応用情報科学研究科とカーネギーメロン大学とのダブルディグリー・プログラムに移行することになった。ダブルディグリー・プログラムは、兵庫県立大学で計8ヶ月、カーネギーメロン大学の遠隔・直接授業（神戸市）を4ヶ月、カーネギーメロン大学本校（米国ピッツバーグ市）にて12ヶ月、兵庫県立大学で3ヶ月履修する。カーネギーメロン大学と兵庫県立大学の修士号の両方を取得できていた。

## 沿革
- 2005年6月7日 - カーネギーメロン大学と兵庫県が共同で神戸ハーバーランドに設立[4]。
- 2005年8月29日 - 講義を開始する。
- 2007年3月20日 - 第1期生の学位授与式を開催。
- 2008年2月5日 - 第2期生の学位授与式を開催。
- 2009年12月 - 5期生を米国本校へ移管。
- 2010年3月 - 運営を終了する。
- 2011年4月 - 兵庫県立大学とカーネギーメロン大学とのダブルディグリー・プログラムが開講。

## 運営
運営母体は兵庫県知事が会長を務める財団法人ひょうご情報教育機構である。その基本財産の半分は兵庫県が出資し残りは協賛企業から募った。

## 所在地
- 神戸市中央区東川崎町1丁目3-3神戸ハーバーランドセンタービル17階
  - 同ビル内に兵庫県立大学応用情報科学研究科が存在していた。2015年現在、中央区港島南町（ポートアイランド）に移転している。また、同区内に神戸情報大学院大学が存在する。

## 研究科
- 情報セキュリティ研究科 修士課程：MSIT-IS(Master of Science in information Technology - Information Security)
  - この学位は、米国本校から直接付与されるもので、米国はもとより文部科学大臣から「外国の大学院の課程を有する教育施設」としての指定を受けているため、日本の大学院の修士学位としても同様に取り扱われ、日本の大学院の後期博士課程への入学資格も認められる。

## 附属機関
- 情報通信セキュリティ人材育成センター